# Cyrtophleba eremophila
Cyrtophleba eremophila är en tvåvingeart som först beskrevs av Richter 1967.  Cyrtophleba eremophila ingår i släktet Cyrtophleba och familjen parasitflugor. Inga underarter finns listade i Catalogue of Life.